# Governador Jorge Teixeira
Governador Jorge Teixeira is een gemeente in de Braziliaanse deelstaat Rondônia. De gemeente telt 11.593 inwoners (schatting 2009).